# Michael Thomas (Saxophonist)
Michael Thomas (* um 1988) ist ein amerikanischer Jazzmusiker (Altsaxophon, Tenorsaxophon, Bassklarinette,  Komposition, Arrangement).

## Wirken
Thomas, der in Florida aufwuchs, erhielt zunächst klassischen Saxophonunterricht. Auf der High School lernte er Klarinette und Flöte als Zweitinstrumente. Er studierte Musik an der University of Miami und zog dann nach Boston, um seinen Master am New England Conservatory zu machen. Ab 2011 absolvierte er das Artist Diploma Programme an der Juilliard School.
Thomas trat seitdem in den USA und in Mittel- und Südamerika, Europa, Japan und Russland mit Musikern wie Brad Mehldau, Dafnis Prieto, Nicholas Payton, Miguel Zenón, Etienne Charles und Jason Palmer auf. 2011 erschien sein selbstproduziertes Album The Long Way. Seit 2015 leitet er gemeinsam mit Edward Perez die Terraza Big Band, deren Debütalbum One Day Wonder im Mai 2019 bei Outside in Music veröffentlicht und 2020 für den Grammy Award for Best Large Jazz Ensemble Album nominiert wurde. Mit seinem Quartett legte er im Mai 2020 das Live-Album Event Horizon bei Giant Step Arts vor. 2021 erschien das Studioalbum Natural Habitat (mit Julian Shore, Hans Glawischnig und Johnathan Blake) bei Sunnyside Records. 2024 folgte bei Criss Cross das am Hardbop orientierte Album The Illusion of Choice. Er ist auch auf Alben von Alex Heitlinger, Ark Ovrutski, Dafnis Prieto, Ken Schaphorst und Max von Mosch zu hören.
Thomas komponierte weiterhin für Schul- und Profiensembles in den USA und im Ausland und ist Mitglied des BMI Jazz Composers Workshop in New York City. 2016 schrieb er für „First Music“ der New Yorker Jugendsinfonie; zudem wirkte als Arrangeur und Orchestrator. 2020 erhielt er von den USAF Airmen of Note den Sammy Nestico Award.
Seit 2018 lehrt Thomas Saxophon an der University of Hartford.